# XX округ Парижа
20-й округ Парижа, Arrondissement de Ménilmontant — последний по счёту административный округ французской столицы. Был создан в период Второй империи в 1860 году и объединил часть территории Бельвиля (фр. Belleville), городок Менильмонта́н (фр. Ménilmontant) и коммуну Шаро́нн (фр. Charonne).

## Географическое положение
20-й округ Парижа находится на восточном краю города, на правом берегу Сены. С севера граничит с 19-м округом, с востока — с коммунами Ле Лила, Баньоле, Монтрёй и Сен-Манде, с юга — с 12-м округом, с запада — с 11-м.

## Население
- 1999 год — 183 093 жителей,
- 2006 год — 188 600 жителей

31 538 жителей на км² (4-e место).

Процент безработицы в округе 15 % (в целом по городу 12,0 %)

## Администрация
Адрес мэрии округа:

6 place Gambetta

75020 Paris

Телефон: +33 (1) 43 15 20 20.
Бывший мэр округа, избранный в 1995 году и повторно в 2001 году, Мише́ль Шарза́ (фр. Michel Charzat) представлял партию социалистов. Нынешний мэр, избранный в марте 2008 года и переизбранный в апреле 2014, Фредерика Каландра́ (Frédérique Calandra), также социалистка.

## Кварталы
Административное деление:
- Бельви́ль (фр. Quartier de Belleville)

Кварталы XX округа

- Сен-Фаржо́ (фр. Quartier de Saint-Fargeau)
- Пер-Лаше́з (фр. Quartier du Père-Lachaise)
- Шаро́н (фр. Quartier Charonne)

## Учебные заведения
37 детсадовских школ,

38 начальных школ,

11 коллежей,

5 лицеев.

Частные школы: 5 католических и 3 еврейских.

## Здравоохранение
- Больница «Tenon»
- Больница ""
- Медицинский центр Бельви́ль
- Дневной стационар «la Croix Saint-Simon»
- Медико-педагогический институт

## Культура
- Дом культуры «Le Pavillon Carré de Baudouin»
- 5 библиотек
- Медиатека имени Маргари́т Дюра́с (фр. médiathèque Marguerite Duras)
- Муниципальная консерватория (фр. Conservatoire municipal du 20e Georges Bizet)
- 2 центра секций и кружков для детей и взрослых
- 12 театров.

## Достопримечательности
- Кладбище Пер-Лашез

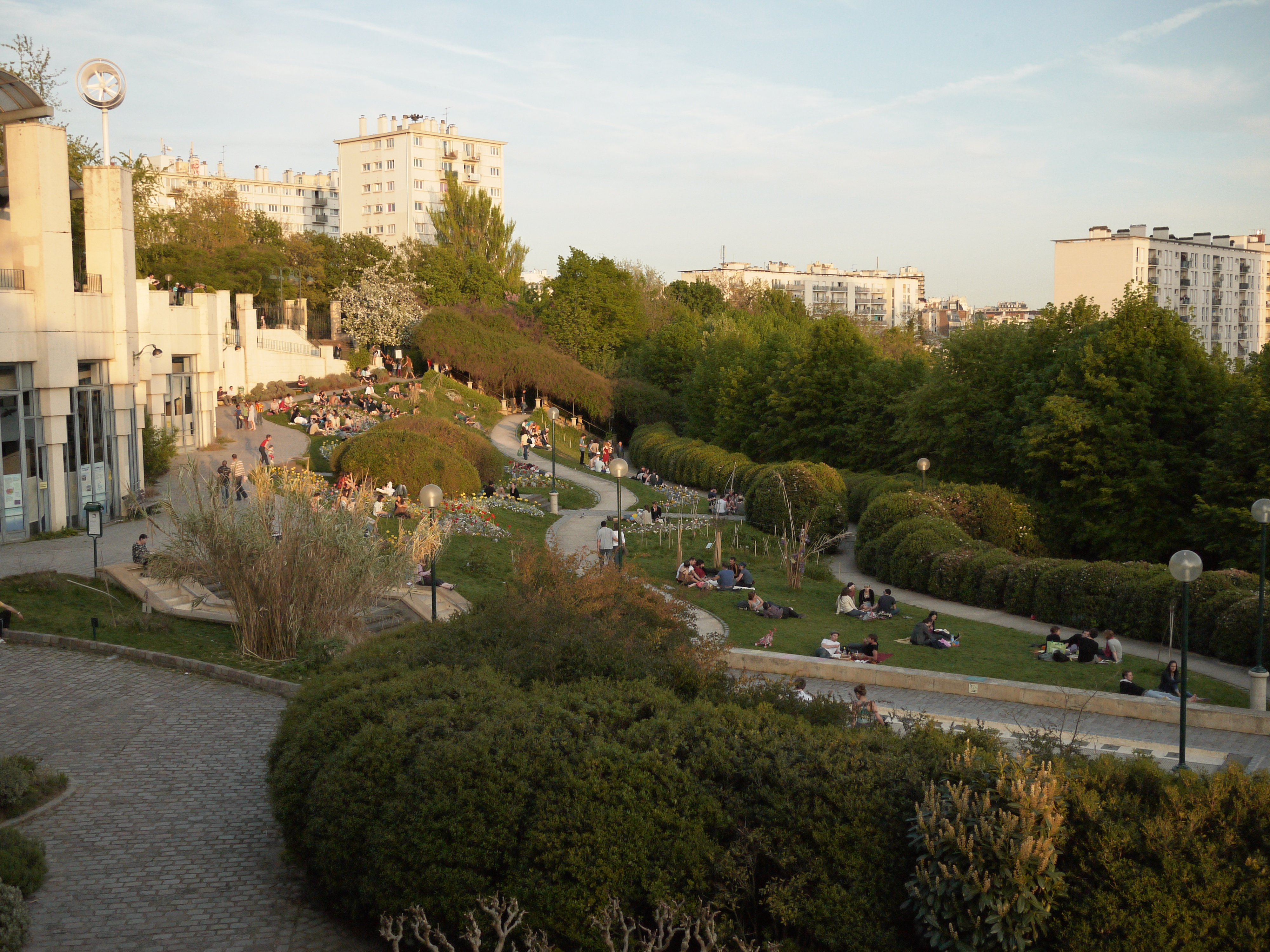
Парк Бельвиль

- Церковь Notre-Dame-de-la-Croix, 1869
- Церковь Saint-Germain de Charonne
- Кладбище Бельвиль[фр.]
- Парк Бельвиль[фр.]

## Спорт
11 спортзалов, 

2 бассейна,

4 стадиона,

6 теннисных площадок с кортами,

6 булодромов.

## Транспорт
- RER: линия A
- Метро: линии 1, 2, 3, 3b, 9 и 11
- Автобусы: линии 26, 57, 60, 61, 62, 69, 76, 96, 102, PC2, 351. Маршрутный автобус квартала Шаро́н (фр. la Traverse de Charonne).